# Rafael Bustillo (provins)

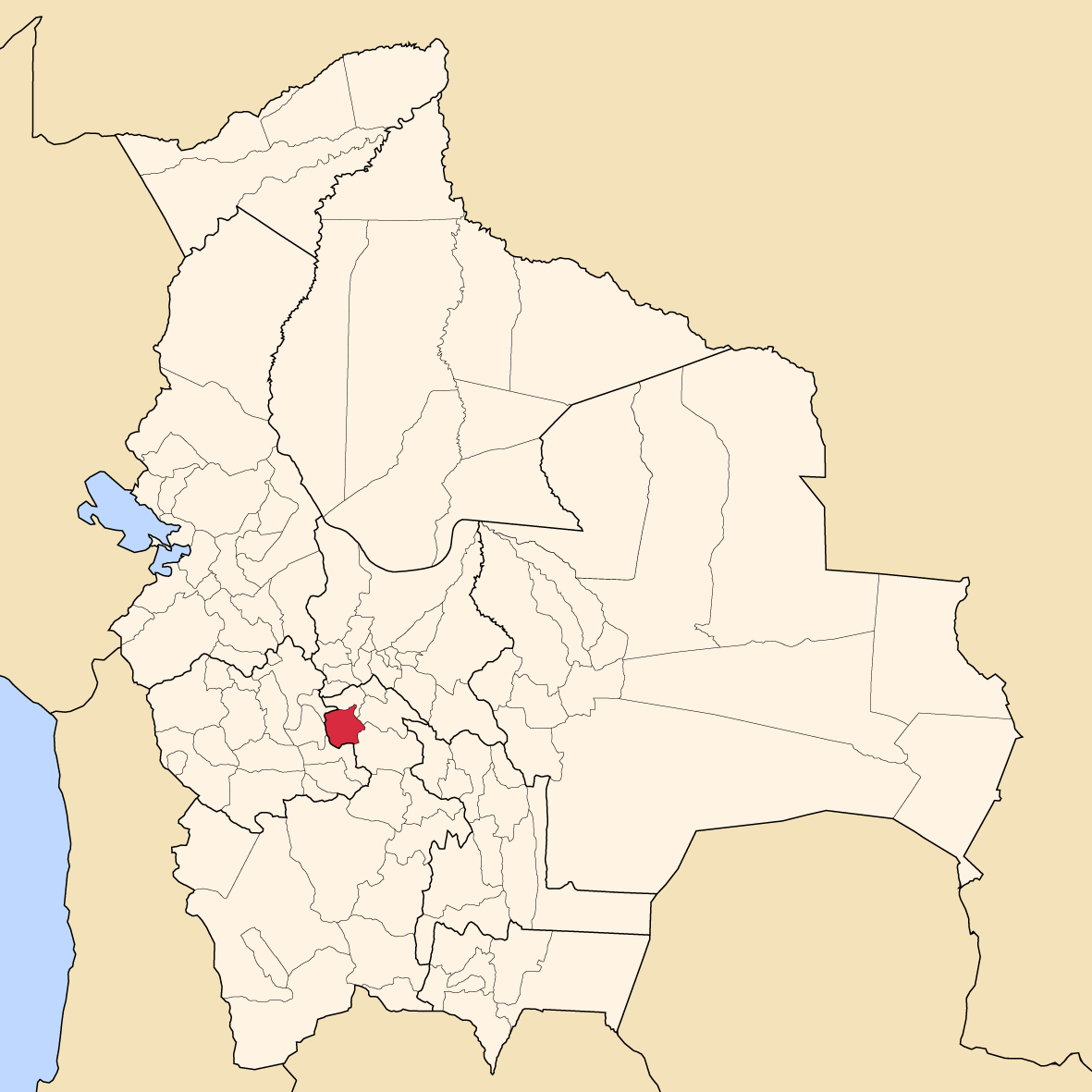
Provinsens läge i Bolivia

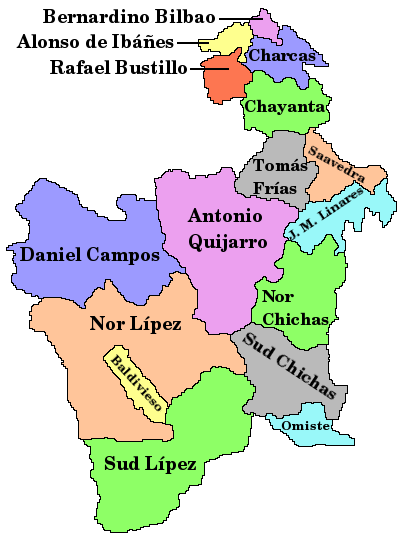
Provinser i Potosí

Rafael Bustillo är en provins i departementet Potosí i Bolivia. Den administrativa huvudorten är Uncía.